# Бромптон, Джон

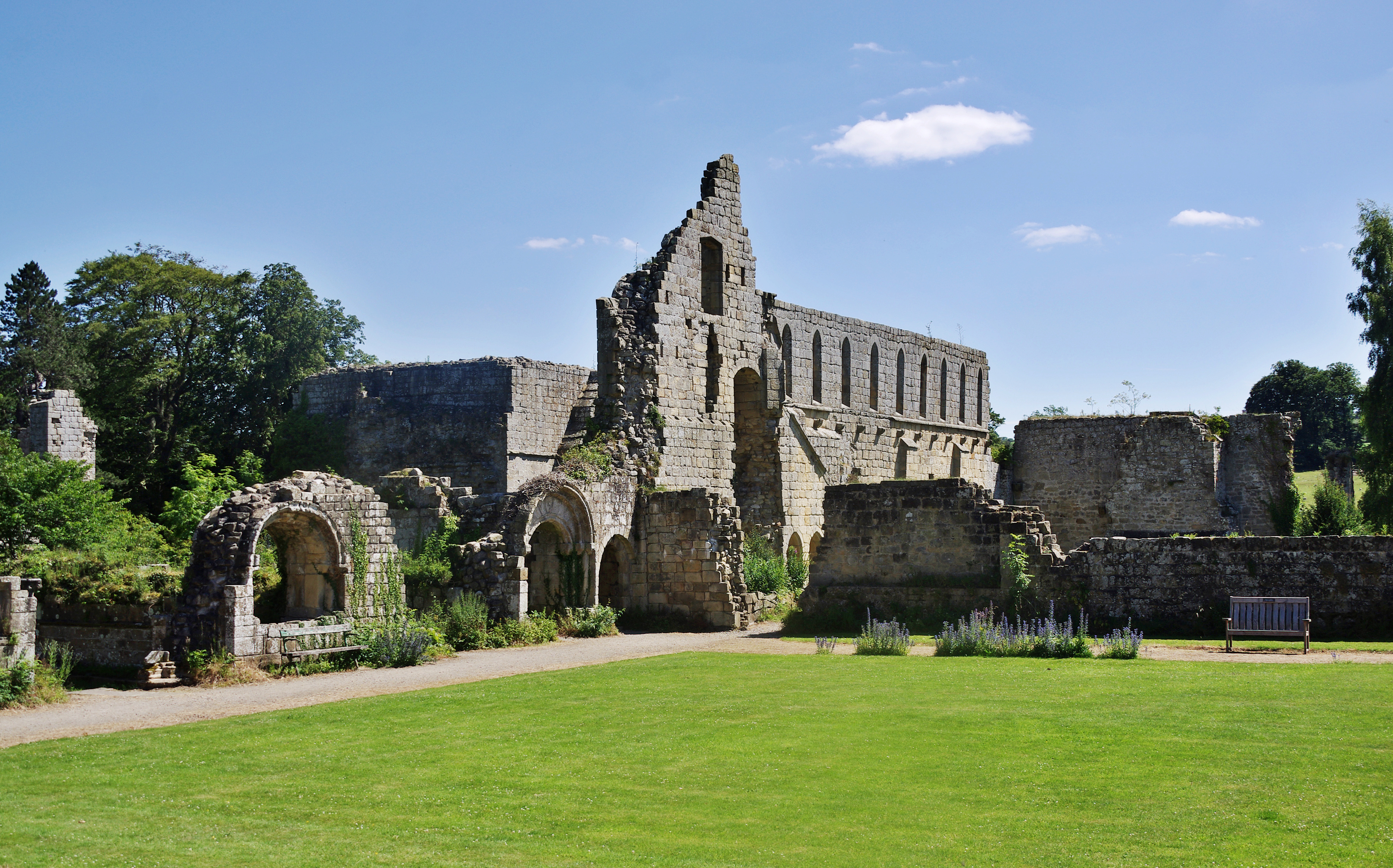
Руины кафедрального собора Джерволского аббатства Св. Марии близ Рипона, Йоркшир, XIV—XV вв.

Джон Бромптон, или Бромтон (англ. John Brompton, лат. Johannes Bromptonus; до 1436 — после 1464) — предполагаемый английский хронист, монах-цистерцианец, настоятель Джерволкского аббатства Св. Марии в Ист-Уиттоне близ Рипона в Йоркшире.

## Биография

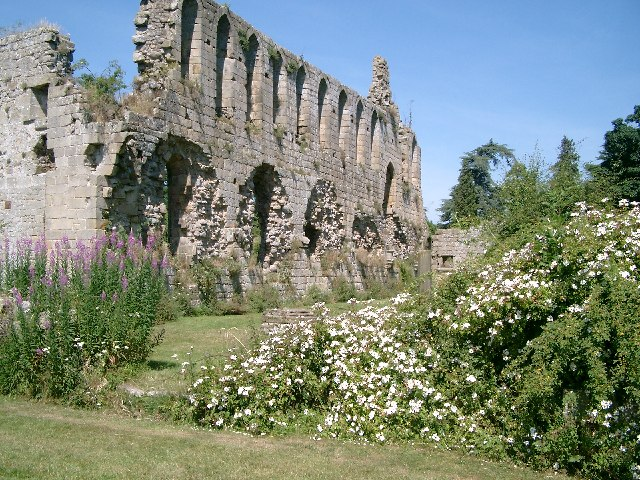
Руины братского корпуса Джерволского аббатства Св. Марии

Происхождение неизвестно, как и место и время рождения. Возможно, был выходцем из Бромптона в Мидлсексе (ныне район Лондона), или происходил из Бромптона близ Норталлертона, или же из Бромптона близ Скарборо, а также, возможно, из Бромптона-на-Свейле близ Ричмонда в Северном Йоркшире, упоминаемых ещё в «Книге Страшного суда» (1086), хотя деревни с подобным названием существовали в его времена в Сомерсете, Шропшире и др. английских графствах. 
Вероятно, получил духовное образование в Оксфорде, вступив в молодом возрасте в орден цистерцианцев. В 1436 году избран был настоятелем Джерволкского аббатства близ Рипона, относившегося к Йоркскому диоцезу, оставаясь на этом посту, по-видимому, до самой своей смерти в 1464 году.

## Хроника
Приписываемая Бромптону пространная латинская хроника охватывает события с 588 года, в который папа Григорий Великий подготовил христианскую миссию к англосаксам, до 1199 года — конца правления Ричарда I Львиное Сердце. Компилятивная и лишённая всякой критики, она содержит, наряду с реальными фактами, немало исторических анекдотов и легенд. 
В основу неё легли исторические труды Беды Достопочтенного, Генриха Хантингдонского, Уильяма Мальмсберийского, Гальфрида Монмутского, Радульфа из Дисето, Уильяма Ньюбургского, Роджера Ховеденского, Гиральда Камбрийского и Ранульфа Хигдена, хотя далеко не все её источники возможно сегодня идентифицировать. Среди последних выделяется латинский сборник англо-саксонских законов «В четырёх частях» (лат. Quadripartitus), составленный около 1114 года анонимным приближённым архиепископа Йоркского Турстана. 
В предисловии недвусмысленно заявляется, что автор намеревался продолжить «Историю королей Британии» Гальфрида (1136) и довести изложение до начала правления Эдуарда I Длинноногого (1272), однако обстоятельства вынудили его остановиться на коронации Иоанна Безземельного (1199).
Хроника Бромптона дошла до нас всего в двух рукописях, старейшая из которых, датируемая 1425 годом, хранится в библиотеке Колледжа Корпус-Кристи Кембриджского университета (MS 96), а более поздняя, относящаяся ко второй половине XV века, находится в собрании Коттона Британской библиотеки (Cotton Tiberius C.xiii). В начале XV столетия хронику использовал в своей монастырской летописи настоятель цистерцианского аббатства в Мо Томас Бёртон. Впервые её напечатал в 1652 году историк Роджер Твисден, включив в свой сборник средневековых летописей «Десять историописателей Англии» (лат. Historiae Anglicanae Scriptores Decem) и снабдив традиционным для своего времени пространным заглавием «Chronicon Johannis Brompton, Abbatis Jorvalensis, ab anno quo S. Augustinus venit in Angliam usque mortem Regis Ricardi Primi». 
Авторство «Хроники Бромптона», получившей также название «Хроники Фитцхью» (англ. Fitzhugh Chronicle) в честь владевшей одним из её списков фамилией йоркширских баронов, является давним предметом дискуссий. Впервые оно приписано было Джерволскому настоятелю XV века известным церковным историком и антикварием эпохи Тюдоров Джоном Бейлом, автором «Каталога британских авторов» (лат. Index Britanniae Scriptorum), на основании записи в её манускрипте 1425 года. Между тем, последняя может означать, что в реальности хроника составлена была на рубеже XII—XIII веков, при ранних Плантагенетах, и спустя два столетия была просто переписана для аббата. На этом основании современник Твисдена, историк права и антикварий Джон Селден уже в середине XVII века подверг сомнению авторство Бромптона. 
В середине XIX века английский историк-архивист Томас Дуффус Харди предположил, что содержащий хронику Бромптона сборник был переписан не ранее второй половины XIV столетия, так как содержит немало выдержек из «Всемирной хроники» Хигдена (ум. 1364), причём есть основания полагать, что в основе него лежит более ранний оригинал, составленный неизвестным клириком, связанным с Норвичской епархией. Американский филолог-медиевист профессор Университета Северной Каролины в Чапел-Хилле Эдвард Дональд Кеннеди допускает, что Бромптон составил свою хронику не ранее 1340-х годов, но не позже 1377-го, когда Ричард II Плантагенет стал королём Англии.

## Издания
- Chronicon Johannis Bromton Abbatis Jorvalensis // Historiae Anglicanae Scriptores Decem. Edidit Roger Twysden. — Londini: Typis Jacobi Flesher, 1652. — coll. 725–1284.